# بوطورات
البوطورات (الاسم العلمي:Potoroidae) هي فصيلة من الجرابيات الصغيرة تتبع رتيبة كنغريات الشكل.

## التصنيف
يمكن تلخيص الترتيب المحافظ للأنواع الحديثة والأحفورية على النحو التالي:
- فصيلة البوطورات

- أسرة †البوطوراوات القديمة

- جنس البوطور القديم

- أسرة البوطوراوات

- جنس كنغر جرذي أحمر
- جنس البطونق
- جنس †Borungaboodie
- جنس †Milliyowi
- جنس †كنغر الصحراء الجرذي أو الأولاكونتا
- جنس البوطور
- جنس †Purtia
- جنس †Wakiewakie
- جنس †Gumardee

- أسرة †البلنجاماياوات

- جنس البلنجامايا
- جنس Wabularoo
- جنس Wanburoo
- جنس Nowidgee
- جنس الجانغورو